# .fo
.fo е интернет домейн от първо ниво за Фарьорските острови. Администрира се от FO Council и е представен през 1993 г.